# Liebstadia similis
Liebstadia similis is een mijtensoort uit de familie van de Liebstadiidae. De wetenschappelijke naam van de soort werd voor het eerst geldig gepubliceerd in 1888 door Michael.